# Legile lui Fick
Legile lui Fick se folosesc la descrierea cantitativă a difuziei, ca proces de transport de substanță. Fiziologul german Adolf Fick a formulat aceste legi după modelul constituit de legile lui Fourier ale transferului termic.

## Prima lege (difuzie staționară)
Astfel, în cazul difuziei staționare, atunci când există forțe care mențin gradientul de concentrație constant în timp, prima lege a lui Fick permite calcularea valorii fluxului (molar sau masic) de substanță J, și anume:
{\displaystyle J_{i}=-D_{i}{\frac {\partial C_{i}}{\partial x}}}
unde D - coeficient de difuzie, calculat cu relația Stokes-Einstein în cazul moleculelor sferice: D=kT/6pi r n;
Concentrația poate fi exprimată molar sau masic.
Pentru cazul neizoterm-neizobar fluxul molar e exprimat prin produsul dintre densitatea molară totală, difuzivitatea (coeficientul de difuzie) și gradientul fracției molare.
{\displaystyle J_{i}=-C_{t}D_{i}{\frac {\partial y_{i}}{\partial x}}}

## A doua lege (difuzie nestaționară)
În cazul unei difuzii nestaționare, atunci când nu există forțe care să mențină gradientul de concentrație constant, fluxurile de intrare ori de ieșire sunt variabile și pot fi calculate cu cea de-a doua lege a lui Fick:
{\displaystyle {\frac {\partial C_{i}}{\partial t}}=D_{i}{\frac {\partial ^{2}C_{i}}{\partial x^{2}}}}

## Aspecte neutronice
Legea I a lui Fick este adaptată pentru difuzia neutronilor în reactorii nucleari.